# Scytodes marshalli
Scytodes marshalli là một loài nhện trong họ Scytodidae.
Loài này thuộc chi Scytodes. Scytodes marshalli được Mary Agard Pocock miêu tả năm 1902.